# 47. vrh G7
47. vrh skupine G7 je predviden med 11. in 13. junijem 2021 v Združenem kraljestvu.
Med udeleženci so voditelji sedmih držav članic G7 in predstavnika Evropske unije. Predsednik Evropske komisije je od leta 1981 stalno dobrodošel na vseh sestankih in sprejemanju odločitev, predsednik Evropskega sveta pa je sopredstavnik EU od 36. vrha G8, ki ga je leta 2010 gostila Kanada.

## Voditelji na vrhu
Med udeleženci naj bi bili voditelji držav članic G7 in predstavnika Evropske unije. Predsednik Evropske komisije je od leta 1981 stalno dobrodošel na vseh sestankih in sprejemanju odločitev, predsednik Evropskega sveta pa je sopredstavnik EU od 36. vrha G8, ki ga je leta 2010 gostila Kanada.
Marca 2014 je skupina G7 izjavila, da smiselna razprava z Rusijo v okviru skupine G8 trenutno ni mogoča. Od takrat so se srečanja nadaljevala v okviru procesa G7. Poročali so, da sta se Donald Trump in Emmanuel Macron strinjala, da je treba Rusijo povabiti na vrh G7 leta 2020 vendar sta Združeno kraljestvo in Kanada zagrozili z vetom na tak predlog. Vrh leta 2020 je bil nazadnje odpovedan zaradi pandemije COVID-19.
Premier Združenega kraljestva Boris Johnson je na srečanje v letu 2021 povabil voditelje Indije, Južne Koreje in Avstralije. Avstralija je pozdravila uradno povabilo in predlagano je bilo, da avstralski premier Scott Morrison razpravlja o Facebooku in regulaciji digitalnih vsebin, kot je to storil na srečanju G7 2019 in vrhu G20. Južnokorejski predsednik Moon Jae-in je vabilo sprejel in Johnsona povabil, naj se maja 2021 udeleži Partnerstva za zeleno rast in globalne cilje 2030 (vrh P4G), kar je Johnson sprejel. Povabilo je sprejel tudi indijski premier Narendra Modi. Sugestirano je bilo, da poskuša Boris Johnson razširiti skupino G7, forum za vodilna svetovna gospodarstva, da bi ustvaril D10, forum za deset vodilnih svetovnih demokracij.
47. vrh G7 je bil prvi vrh italijanskega premierja Maria Draghija, japonskega premierja Jošihideja Suge in ameriškega predsednika Joeja Bidena. Bil je tudi zadnji vrh, ki se ga je udeležila nemška kanclerka Angela Merkel, saj ne nemških zveznih volitvah, ki naj bi bile septembra 2021, ne bo sodelovala.

### Sodelujoči
| Član                                                  | Član                | Predstavlja          | Naslov              |
| ----------------------------------------------------- | ------------------- | -------------------- | ------------------- |
| Kanada                                                | Kanada              | Justin Trudeau       | Predsednik vlade    |
| Francija                                              | Francija            | Emmanuel Macron      | Predsednik          |
| Nemčija                                               | Nemčija             | Angela Merkel        | Kancler             |
| Italija                                               | Italija             | Mario Draghi         | Predsednik vlade    |
| Japonska                                              | Japonska            | Jošihide Suga        | Predsednik vlade    |
| Združeno kraljestvo Velike Britanije in Severne Irske | Združeno kraljestvo | Boris Johnson        | Predsednik vlade    |
| Združene države Amerike                               | Združene države     | Joe Biden            | Predsednik          |
| Evropska unija                                        | Evropska unija      | Ursula von der Leyen | Predsednik komisije |
| Evropska unija                                        | Evropska unija      | Charles Michel       | Predsednik Sveta    |
| Povabljenci                                           |                     |                      |                     |
| Član                                                  | Član                | Predstavlja          | Naslov              |
| Avstralija                                            | Avstralija          | Scott Morrison       | Predsednik vlade    |
| Južna Koreja                                          | Južna Koreja        | Moon Jae-in          | Predsednik          |
| Republika Južna Afrika                                | Južna Afrika        | Cyril Ramaphosa      | Predsednik          |
| Indija                                                | Indija              | Narendra Modi        | Predsednik vlade    |

## Galerija sodelujočih voditeljev
- Kanada
Justin Trudeau,
Predsednik vlade
- Francija
 Emmanuel Macron,
 predsednik
- Nemčija
Angela Merkel,
kancler
- Italija
Mario Draghi ,
predsednik vlade,
Predsednik G20
- Japonska
Jošihide Suga ,
Predsednik vlade
- Združeno kraljestvo
Boris Johnson ,
Predsednik vlade (gostitelj)
- Združene države Amerike
Joe Biden,
predsednik
- Evropska unija
Ursula von der Leyen ,
Predsednik Evropske komisije
- Evropska unija
Charles Michel ,
Predsednik Evropskega sveta